# Stoa rostrata
Stoa rostrata är en ringmaskart som först beskrevs av Jean-Baptiste Lamarck 1818.  Stoa rostrata ingår i släktet Stoa och familjen Serpulidae. Inga underarter finns listade i Catalogue of Life.